# Бернгард Вікі
Бернгард Вікі (нім. Bernhard Wicki; 28 жовтня 1919, Санкт-Пельтен, Нижня Австрія — 5 січня 2000, Мюнхен) — австрійський, швейцарський і німецький актор і кінорежисер.

## Біографія
Батько Бернгарда — швейцарський інженер і співвласник машинобудівного заводу, мати — австрійка з угорським корінням. Закінчивши школу в Сілезії, вивчав мистецтвознавство, історію і германістику у Бреславському університеті, у 1938 році перейшов до акторської школи при Берлінському державному драматичному театрі. 1939 року був заарештований і поміщений на декілька місяців до концентраційного табору Заксенхаузен за членство в молодіжній організації. Після звільнення переїхав до Відня і поступив на театральний Семінар Макса Райнгардта (нім. Max Reinhardt Seminar). У 1939–1940 роках взяв участь як статист у зніманні фільму «Листоноша» за повістю Пушкіна «Станційний доглядач», працював у театрах Відня, Бремена, Базеля і Цюриха. Брав участь в постановках Зальцбурзького фестивалю. На початку 1945 року одружився з акторкою Агнесою Фінк, з якою ще до закінчення війни перейшов на роботу до Цюрихського драматичного театру, де познайомився і подружився з драматургом Фрідріхом Дюрренматтом.
У 1950 році відбувся справжній кінодебют актора у фільмі «Зірка, що падає», за яким знімався у стрічках «Останній міст» (1953) і «Це сталося 20 липня» (1955). Під враженнями від фотовиставки, організованої в Люцерні агентством Magnum Photos, Віккі вирішив зайнятися фотографією. Він попросив режисера Гельмута Койтнера узяти його асистентом оператора фільму «Монпті» (1957). 1958 року він уперше виступив як режисер, знявши документальний фільм «Чому вони проти нас?» Міжнародна популярність прийшла до Віккі несподівано у 1959 році завдяки фільму «Міст» — трагічній історії безглуздої оборони моста наприкінці Другої світової війни. В наступні роки Бернгард Віккі продовжив займатися режисурою. Остання його робота — екранізація роману Йозефа Рота «Павутина», що розглядається як творчий заповіт режисера, що звернув увагу на небезпеку захоплення німецької буржуазії праворадикальною ідеологією і антисемітизмом в епоху Веймарської республіки.
Після смерті режисера у 2001 році в Мюнхені був заснований Меморіальний фонд Бернгарда Віккі, який починаючи з 2002 року вручає премію німецького кінематографу, — Премію Бернгарда Віккі. Інша кінопремія імені Бернгарда Віккі у 15 000 € з 2000 року вручається в східнофризькому Емдені на Міжнародному кінофестивалі Емден-Нордернай. 
Бернгард Вікі похований на Німфенбурзькому цвинтарі в Мюнхені.

## Фільмографія

### Актор
- 1940 — Листоноша / Der Postmeister — епізод
- 1950 — Зірка, що падає / Der fallende Stern
- 1953 — Останній міст — Die letzte Brücke — Боро
- 1954 — Друге життя / Das Zweite Leben
- 1954 — Вічний вальс / Ewiger Walzer — син Йоганна Штрауса
- 1955 — Це трапилося 20 липня / Es geschah am 20. Juli
- 1955 — Діти, мати і генерал / Kinder, Mütter und ein General — гауптман Дорнберг
- 1955 — Осінні троянди / Rosen im Herbst
- 1955 — Плід без кохання / Frucht ohne Liebe — доктор Колб
- 1957 — Все знову буде добре / Es wird alles wieder gut
- 1957 — Заручини в Цюриху / Die Zürcher Verlobung — Пауль Франк
- 1958 — Кішка / La Chatte — Бернар Вернер
- 1960 — Ніч / La Notte — Томмасо
- 1963 — Одинадцять років і один день / Elf Jahre und ein Tag — Карл Роденбах
- 1967 — Мадлен і легіонер / Madeleine und der Legionär
- 1969 — Твої ніжності / Deine Zärtlichkeiten
- 1971 — Карлос / Carlos — Філіпп
- 1973 — Комісар / Der Kommissar
- 1977 — Деррік / Eine Nacht im Oktober (телесеріал)
- 1977 — Відчай / Despair / Eine Reise ins Licht — Орловиус
- 1978 — Скляна клітка / Die gläserne Zelle
- 1980 — Прямий репортаж про смерть / La Mort en direct
- 1983 — Весняна симфонія / Frühlingssinfonie
- 1983 — Кохання в Німеччині / Eine Liebe in Deutschland — доктор Борг
- 1984 — Діагональ слона / La Diagonale du fou — Пюль
- 1984 — Берег — пан Вебер
- 1984 — Париж, Техас / Paris, Texas — доктор Ульмер
- 1986 — Машини-вбивці / Killing Cars
- 1991 — Успіх / Erfolg — Біхлер
- 1993 — Купання принців / Das Prinzenbad - Денні
- 1994 — Розамунда Пилхер / Rosamunde Pilcher / (телесеріал)

### Режисер
- 1958 — Морітурі / Morituri
- 1958 — Чому вони проти нас? / Warum sind sie gegen uns?
- 1959 — Міст / Die Brücke
- 1961 — Чудо Малахії / Das Wunder des Malachias
- 1962 — Найдовший день / The Longest Day
- 1964 — Візит / Der Besuch
- 1965 — Морітурі / Kennwort «Morituri»
- 1967 — Der Paukenspieler
- 1970 — Кар'єра Карпфа / Karpfs Karriere (телефільм)
- 1971 — Помилкова вага / Das falsche Gewicht (телефільм)
- 1977 — Завоювання цитаделі / Die Eroberung der Zitadelle
- 1984 — Варіант Грюнштейна / Die Grünstein-Variante
- 1987 — Занзібар або остання підстава / Sansibar oder Der letzte Grund
- 1989 — Павутина / Das Spinnennetz

## Нагороди та номінації
| Рік  | Нагорода                       | Категорія                                 | Номінант              | Результат |
| ---- | ------------------------------ | ----------------------------------------- | --------------------- | --------- |
| 1960 | Премія «Deutscher Filmpreis»   | Найкраща режисерська робота               | «Міст»                | Перемога  |
| 1960 | Кінофестиваль в Мар-дель-Плата | Найкращий фільм                           | «Міст»                | Перемога  |
| 1960 | Премія «Оскар»                 | Найкращий фільм іноземною мовою           |                       | Номінація |
| 1961 | Берлінський кінофестиваль      | Срібний ведмідь за найкращу режисуру      | «Чудо Малахії»        | Перемога  |
| 1961 | Берлінський кінофестиваль      | Золотий ведмідь                           | «Чудо Малахії»        | Номінація |
| 1964 | Каннський кінофестиваль        | Золота пальмова гілка                     | «Візит»               | Номінація |
| 1977 | Берлінський кінофестиваль      | Золотий ведмідь                           | «Завоювання цитаделі» | Номінація |
| 1989 | Каннський кінофестиваль        | Золота пальмова гілка                     | «Павутина»            | Номінація |
| 1989 | Премія «Deutscher Filmpreis»   | Спеціальна нагорода на честь 40-річчя ФРН |                       | Перемога  |
| 1990 | Берлінський кінофестиваль      | Почесний приз Berlinale Camera Award      |                       | Номінація |